# Sinularia triangula
Sinularia triangula is een zachte koraalsoort uit de familie Alcyoniidae. De koraalsoort komt uit het geslacht Sinularia. Sinularia triangula werd in 1970 voor het eerst wetenschappelijk beschreven door Tixier-Durivault. 